# Mr Hublot
Mr Hublot ist ein luxemburgisch-französischer, animierter Kurzfilm von Laurent Witz und Alexandre Espigares aus dem Jahr 2013.

## Handlung
Monsieur Hublot lebt in einer kleinen Wohnung einer mechanisierten Welt, in der Menschen durch die Gegend fliegen können. Hublot lebt zurückgezogen. Seine Wohnung ist voller Bücher, die er ständig ordnet, und voller gerahmter Bilder, die er immer wieder auf ihre korrekte Ausrichtung hin prüft. Häufig schaltet er das Licht ein und aus. Vor die Tür geht Hublot, der zahlreiche Ticks hat, selten, auch wenn auf seiner Terrasse einige mechanische Blumen stehen.
Schaut Hublot aus seinem Fenster, sieht er immer wieder einen kleinen Roboterhund, der als Streuner in einer Pappkiste lebt. Die Pappkiste befindet sich vor einer großen, heruntergekommenen Halle, die zum Verkauf steht. Das Bellen oder Jaulen des Hundes ist der einzige unregelmäßige Ton, der Hublots Leben stört. Eines Tages kann er durch das Dauerbellen des Hundes nicht kontrolliert arbeiten und sieht aus dem Fenster. Er erkennt, dass die Müllabfuhr sämtliche Pappkisten entsorgt und im Müllwagen mechanisch zerkleinern lässt. Panisch will er aus dem Haus rennen, wird jedoch durch seinen Tick, das Licht an- und ausschalten zu müssen, aufgehalten. So kommt er erst auf die Straße, als der Müllwagen bereits abgefahren ist. Hublot ist traurig, doch lässt sich kurz darauf der Hund neben ihm nieder. Hublot nimmt den Hund bei sich auf. Dieser wächst mit der Zeit immer mehr, nimmt Hublot zuerst seinen geregelten Tagesablauf und schließlich die Sicht. Als der Hund so groß ist, dass er sich in dem Häuschen nicht mehr bewegen kann und die Wohnung zu sprengen droht, greift Hublot energisch zum Akkuschrauber und zerlegt den Hund in seine Einzelteile. Kurz darauf sieht man, dass die Aktion nur dem Umzug diente. Hublot hat die Halle gegenüber gekauft, die nun genug Platz für ihn und den Hund bietet.

## Produktion
Mr Hublot beruht auf Vorlagen des belgischen Bildhauers Stéphane Halleux. Der Film wurde als 2D- sowie 3D-Animation mit Maya realisiert, wobei sich Regisseur Laurent Witz seine Kenntnisse in 3D-Animation weitgehend selbst angeeignet hat. Der Film war die erste Kooperation seiner 2007 gegründeten Produktionsfirma ZEILT Productions mit seiner, mit Kollegen 2010 gegründeten, Produktionsfirma Watt Frame. Im Film sind die Lieder Mr Hublot und Robot Pet von Li-Lo zu hören.
Mr Hublot lief auf zahlreichen Internationalen Filmfestivals, darunter im Juni 2013 auf dem Festival Dimension 3 in Paris, am 15. Oktober 2013 auf dem Internationalen Filmfestival Warschau sowie Ende Oktober auf dem Tirana International Film Festival. Der Film wurde zudem am 5. November 2013 auf dem Sender arte ausgestrahlt.

## Auszeichnungen
Auf dem Internationalen Filmfestival Warschau 2013 lief der Film im Wettbewerb um den Short Grand Prix. Mr Hublot gewann 2013 den Festival-Preis des Kerry Film Festivals und erhielt den Preis als bester Kurzfilm des Animago Festivals 2013 in Potsdam. Der Film wurde 2014 mit dem Oscar als Bester animierter Kurzfilm ausgezeichnet. Beim Trickfilmfestival Stuttgart 2014 erhielt er den SWR-Publikumspreis.